# Стабілізатор озброєння
Стабілізатор озброєння  — технічний пристрій, що здійснює стабілізацію прицілювання зброї при переміщенні (русі, хитавиці) платформи, на якій цю зброю встановлено. Стабілізатор озброєння призначений для спрощення прицілювання при русі платформи та підвищення точності вогню з ходу. Є частиною системи керування вогнем. Широко поширений в сучасній бронетехніці і корабельній артилерії.
Технічно стабілізатор являє собою набір датчиків і обчислювальний комплекс, з'єднаний з приводом гармати. На підставі показників датчиків визначаються параметри переміщення платформи і видаються керівні команди приводу гармати, який компенсує відхилення.
Видовищною демонстрацією роботи стабілізатора озброєння є так звані «танці танків», коли бронемашини виконують енергійне маневрування (часто під музику), при цьому стабілізатор утримує гармату наведеною в одну точку. Також популярний показовий постріл з головної гармати танка, який перебуває в повітрі, при стрибку з трампліну.

## Історія
Танкобудування
Першими стабілізатори озброєння на танку застосували американці на танках М4 Шерман (1940). Ці стабілізатори спрощували стрільбу в русі та при зупинці, але не до рівня сучасних танків.
Слідом за ними стабілізатор хотіли використовувати німецькі конструктори в проєкті 1945 року з встановлення на «Королівський Тигр» (1943) гармати 10,5cm Kwk l / 68, яка в цей час розроблявся фірмою Krupp. Проєкт не пішов в серію, хоча був недалекий від цього. Також були плани, пов'язані з танками E-серії.
З 50-х років XX століття стабілізатори почали встановлюватися на радянські танки. У сучасному світі повноцінні (які дозволяють стріляти відразу з високою точністю) стабілізатори встановлюються практично на всі танки.
На флоті
- німецька 3,7 cm SKC/30 (1935)